# Cyryl (Kojerakis)
Cyryl, imię świeckie Konstandinos Kojerakis (ur. 2 lipca 1964 w Kumasie) – grecki biskup prawosławny.

## Życiorys
Ukończył studia teologiczne na Uniwersytecie Ateńskim. Po uzyskaniu dyplomu końcowego kontynuował studia wyższego stopnia na Uniwersytecie Salonickim, specjalizując się w liturgice. Dzięki uzyskaniu stypendium fundacji Pro Oriente wyjechał do Grazu na studia w dziedzinie teologii katolickiej. Wieczyste śluby mnisze złożył w monasterze Ankarathou w 1991 na Krecie, przyjmując imię zakonne Cyryl. 23 lutego tego samego roku został wyświęcony na hierodiakona. Przez kolejne cztery lata był archidiakonem w greckiej prawosławnej katedrze w Wiedniu, służąc przy metropolicie austriackim Michale.
16 sierpnia 1995 został wyświęcony na hieromnicha, a następnie podniesiony do godności archimandryty. Wrócił na Kretę, służąc w miejscowej eparchii był początkowo jednym z kaznodziejów, a od 1996 do 2000 odpowiadał także za cerkiewne audycje radiowe. W 2000 otrzymał godność protosyngla eparchii.
20 kwietnia 2004 otrzymał nominację na metropolitę Rodos. Jego chirotonia biskupia odbyła się pięć dni później w patriarszej cerkwi Ikony Matki Bożej „Życiodajne Źródło” w Stambule.